# The Banner Saga
The Banner Saga är ett taktiskt, episodiskt datorrollspel som handlar om vikingar. Det utvecklas av tre indiespelsutvecklare som kallar sig Stoic, som ursprungligen kommer från det kanadensiska datorspelsföretaget Bioware.
Februari 2013 släpptes en gratis multiplayerversion av spelet på Steam, vid namn The Banner Saga: Factions.

## Utveckling
Alex Thomas, Arnie Jorgensen och John Watson som tidigare jobbade för det kanadensiska företaget Bioware slutade efter att ha varit med och utvecklat Star Wars: The Old Republic för att själva utveckla ett eget spel.
Spelet släpptes först till Windows och Macintosh, sedan till Linux, IOS, Playstation Network och Xbox Live Arcade.

## Spelupplägg

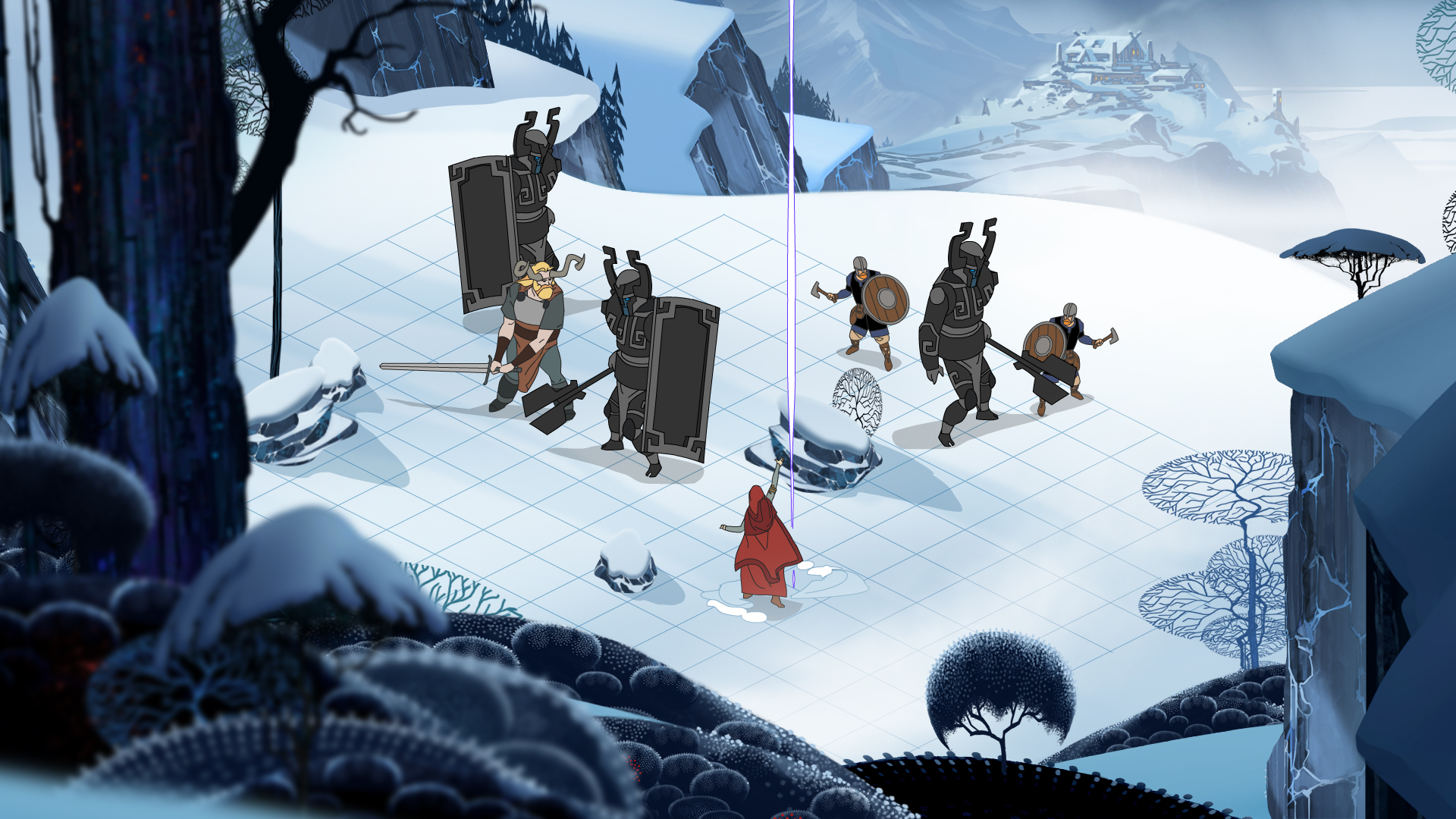
Ett exempel på en strid i spelet; både spelarens figurer och fienderna finns utplacerade.

Spelet är väldigt driven av den historia som berättas, och spelaren får följa med flera olika karaktärer i historien. Spelaren influerar karaktärernas val (i form av dialog alternativ) och formar på så sätt hur detaljer i historien utspelar sig.
Striderna i spelet utspelas på ett rutnät, där spelaren får själv styra sina figurers handlingar. Spelaren och datorn turas om vartannat att göra "drag" (som i schack) med sina karaktärer i den turordning som bestäms av en kö längst ner på skärmen. (Obs finns ett undantag ifall en karaktärs klass ("warleader") special förmåga används för att åsidosätta turordningen i kön).
Utvecklarna siktade mot att skapa ett spel som var riktat mot en äldre publik i stil med TV-serien Game of Thrones och fantasybokserien The Black Company.

### The Banner Saga: Factions
The Banner Saga: Factions är ett fristående kostnadsfritt spel som släpptes på Steam den 15 februari 2013.

## Uppföljare
En uppföljare, kallat The Banner Saga 2, ska släppas till Windows, Playstation 4 och Xbox One under 2016.